# Baron Tenterden

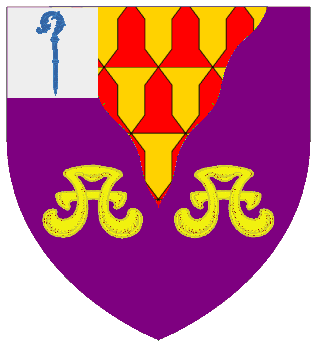
Wappen der Barone Tenterden

Baron Tenterden, of Hendon in the County of Middlesex, war ein erblicher britischer Adelstitel in der Peerage of the United Kingdom.

## Verleihung
Der Titel wurde am 15. Juli 1850 für den Lord Chief Justice Sir Charles Abbott geschaffen.
Der Titel erlosch beim Tod seines Urenkels, des 4. Barons, am 16. September 1939.

## Liste der Barone Tenterden (1827)
- Charles Abbott, 1. Baron Tenterden (1762–1832)
- John Abbott, 2. Baron Tenterden (1796–1870)
- Charles Abbott, 3. Baron Tenterden (1834–1882)
- Charles Abbott, 4. Baron Tenterden (1865–1939)